# Sandkopf (Hohe Tauern)
Der Sandkopf ist ein 3090 m ü. A. hoher Berg in der Goldberggruppe der Hohen Tauern in Österreich. Der Gipfel befindet sich ca. 7 km Luftlinie östlich von Heiligenblut im Bundesland Kärnten, zwischen dem Kleinen Fleißtal und dem Großen Zirknitztal. Der markierungs- und  größtenteils weglose Normalanstieg ist bei schneefreien und trockenen Verhältnissen unschwierig aber mühsam zu begehen. Bei der Tour ist daher ein guter Orientierungssinn von Vorteil. Weiters ist zu berücksichtigen, dass während des gesamten Aufstieges (ca. 1550 Höhenmeter) keinerlei Einkehrmöglichkeiten (Schutzhütten u. dgl.) vorhanden sind. Bei entsprechendem Wetter kann man vom Gipfel aus den beeindruckenden Ausblick zum Großglockner (3798 m), zum Tauernhauptkamm (u. a. Hoher Sonnblick (3105 m)) sowie in die Schobergruppe genießen.

## Anstiege
Der Normalanstieg führt von der Siedlung Oberschachnern (1550 m), nahe Apriach, zuerst über einen Forstweg zum Almgebiet mit den Schachnerhütten, weiter weg- und markierungslos über die steilen Rasenhänge des „Mönchsberges“ zum „Oberen Wetterkreuz“ (2760 m) und über einen Schutthang (teilweise Steigspuren) zum Gipfel mit Kreuz (Gehzeit ab Oberschachnern ca. 3½ bis 4 Stunden).
Ein weiterer Anstieg ist von Großkirchheim aus nach einer Autofahrt über einen Forstweg über Mitten und die Mittner Kasern bis zu einem beschilderten Parkplatz (1990 m) möglich. Danach führt der beschilderte Stanziwurten Wanderweg nach Nordwesten. Auf etwa halber Strecke Richtung Stanziwurten an einem Wegkreuz folgt man dem teilweise mit Steinmanderln markierten Pfad nach Norden. Zwischen Stanziwurten und Trögereck steigt man dann steil bis auf den Grat hoch und gelangt über diesen anschließend zum Gipfel (Gehzeit ca. 3½ bis 4 Stunden).
Der Nordostgrat des Sandkopfs (Sandkopfkamm) verbindet ihn über den doppelgipfeligen Roten Mann (3097 m) und die Goldbergspitze (3073 m) mit dem Hohen Sonnblick (3105 m). Die Überschreitung des Grates bewegt sich im II. Schwierigkeitsgrad.